# Sciuromorpha
De Sciuromorpha is een onderorde van knaagdieren die de eekhoorns, stompstaarteekhoorns en slaapmuizen omvat. De sciuromorfe en sciurognathe eekhoorns en stompstaarteekhoorns (zie knaagdieren voor definities) worden altijd al als de kern van de onderorde Sciuromorpha gezien, die vaak ook andere groepen uit de onderordes Castorimorpha en Anomaluromorpha omvat, maar de grotendeels "pseudo-myomorfe" en sciurognathe slaapmuizen worden vaak in de Myomorpha geplaatst. De myomorfe anatomie van de slaapmuizen (behalve het hystricomorfe geslacht Graphiurus) wordt nu echter beschouwd als convergent ten opzichte van de myomorfe anatomie van de Muroidea, terwijl een aantal andere kenmerken een nauwere verwantschap met de eekhoorns en stompstaarteekhoorns aangeeft.
Het is niet duidelijk waar deze onderorde ontstaan is. De oudste eekhoorns en veel van de stompstaarteekhoorns komen uit Noord-Amerika, maar de slaapmuizen zijn nooit in Noord-Amerika gevonden en zijn waarschijnlijk in Eurazië ontstaan. Tegenwoordig is de onderorde inheems op alle continenten behalve Australië en omvat hij ruim 300 soorten.
De onderorde omvat de volgende families:
- Superfamilie Aplodontioidea
  - Familie Allomyidae† (Midden-Eoceen tot Midden-Mioceen van Noord-Amerika en Eurazië)
  - Familie Stompstaarteekhoorns (Aplodontiidae) (Laat-Oligoceen tot Laat-Mioceen van Azië; Laat-Oligoceen tot heden in Noord-Amerika)
  - Familie Mylagaulidae† (Laat-Oligoceen tot Vroeg-Plioceen van Noord-Amerika; Laat-Mioceen van China)
- Infraorde Theridomyomorpha†
  - Familie Theridomyidae† (Midden-Eoceen tot Laat-Oligoceen van Europa)
- Infraorde Sciurida
  - Familie Reithroparamyidae† (Vroeg- tot Midden-Eoceen van Noord-Amerika)
  - Familie Eekhoorns (Sciuridae) (Laat-Eoceen tot heden in Noord-Amerika; Vroeg-Oligoceen tot heden in Europa; Vroeg-Mioceen tot heden in Afrika en Azië)
- Infraorde Glirimorpha
  - Familie Slaapmuizen (Gliridae) (Vroeg-Eoceen tot heden in Europa en Azië; Midden-Mioceen tot heden in Afrika)